# Leopold von Arnim
Leopold Ferdinand Eduard Dietrich von Arnim (* 28. Oktober 1794 in Minden; † 1. Juni 1856 in Düsseldorf) war ein preußischer Generalleutnant.

## Leben

### Herkunft
Leopold war Angehöriger des uckermärkischen Adelsgeschlecht von Arnim. Seine Eltern waren der preußische Major im Infanterieregiment „von Schladen“ und Ritter des Ordens Pour le Mérite, Hans Erdmann von Arnim (1756–1799) und Johanna Wartenberg. Er selbst blieb unverheiratet und kinderlos.

### Werdegang
Arnim war seit 1. Juni 1806 Kadett in Berlin. Am 28. Oktober 1811 war er Portepeefähnrich im Brandenburgischen Kürassierregiment (Nr. 6). Arnim avancierte am 24. November 1812 zum Sekondeleutnant. Er nahm an den Befreiungskriegen, insbesondere den Schlachten bei Großgörschen, wo er verwundet wurde, Bautzen, Leipzig und Paris, wo er sich das Eiserne Kreuz II. Klasse verdiente, teil. Seine Beförderung zum Premierleutnant erfolgte am 5. Oktober 1816 und am 21. Mai 1824 wurde er Rittmeister und Eskadronchef im 6. Kürassier-Regiment. Arnim wurde am 8. Juni 1838 mit dem Sankt-Annen-Orden II. Klasse mit Krone ausgezeichnet und avancierte am 30. März 1839 zum Major und etatmäßigen Stabsoffizier im 7. Kürassier-Regiment. Am 18. Oktober 1845 wurde er mit der Führung des 1. Garde-Ulanen-(Landwehr-)Regiments beauftragt und erhielt am 15. Mai 1846 sein Bestätigung als Kommandeur. Arnim stieg am 8. Mai 1849 zum Oberstleutnant sowie am 18. Januar 1851 zum Oberst auf. Seit dem 15. April 1852 war Arnim Kommandeur der 14. Kavallerie-Brigade in Düsseldorf. Er erhielt am 14. Januar 1854 den Roten Adlerorden III. Klasse mit Schleife und avancierte am 13. Juli 1854 zum Generalmajor. Arnim erhielt am 1. Juni 1856 seinen Abschied mit dem Charakter als Generalleutnant und Pension. Er verstarb am Tag seiner Entlassung.
Arnim war seit 1847 Ritter des Johanniterordens. Er wurde in seinen 44 Dienstjahren in der preußischen Armee weiterhin mit dem Sankt-Wladimir-Orden und dem Sankt-Stanislaus-Orden ausgezeichnet. Weiterhin erhielt er zum Sankt-Annen-Orden zuletzt die II. Klasse mit Brillanten. Er war auch Ritter des Bayerischen Verdienstordens vom Heiligen Michael und des Dienstauszeichnungskreuzes.
General Adam von Tümpling beurteilte Arnim in der Funktion seines Divisionskommandeurs 1847: „Biederer Charakter, moralische Führung, wissenschaftliche Bildung, praktischer Verstand und gründliche Dienstkenntnisse zeichnen ihn vorteilhaft aus. Er hat sich in der kurzen Zeit seines Kommandos die Achtung des Offizierskorps erworben, führt das Regiment mit Sicherheit, wird es auch in guter Ordnung erhalten und ist überhaupt ein würdiger Kommandeur.“